# William Cadogan

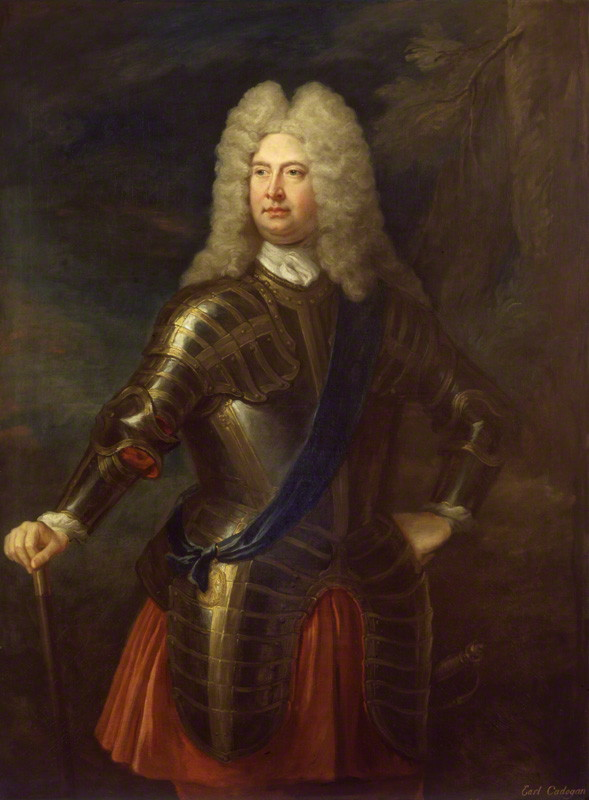
William Cadogan.

William, 1.er conde de Cadogan (1672, Liscarton, Condado de Meath, Irlanda - 17 de julio de 1726, Kensington, Inglaterra) fue un soldado británico.
Prestó servicio como socio de confianza con el duque de Marlborough durante la Guerra de Sucesión Española. Después se vio envuelto en intrigas por obtener la sucesión de Jorge I de la casa de Hannover en 1714.
Aplastó una rebelión Jacobita en 1716, siéndole otorgado el título de conde en 1718 y promovido a comandante en jefe en 1722.
- Datos: Q3278281
- Multimedia: William Cadogan, 1st Earl Cadogan / Q3278281